# Tang Weiyi
Tang Weiyi ist eine chinesische Tischtennisspielerin, die 1992 Asienmeisterin wurde.
Tang Weiyi gewann 1992 die Asienmeisterschaft im Einzel und im Doppel mit Ying Ronghui, im Mixed erreichte sie das Halbfinale. 1993 wurde sie für die Weltmeisterschaft in Göteborg nominiert, wo sie im Einzelwettbewerb in der Runde der letzten 16 ausschied.
In der ITTF-Weltrangliste wurde Tang Weiyi Ende 1994 auf Platz neun geführt. Nach 1993 trat sie international nicht mehr in Erscheinung.

## Turnierergebnisse
| Verband | Veranstaltung           | Jahr | Ort       | Land | Einzel    | Doppel       | Mixed      | Team |
| ------- | ----------------------- | ---- | --------- | ---- | --------- | ------------ | ---------- | ---- |
| CHN     | Asienmeisterschaft ATTU | 1992 | New Delhi | IND  | Gold      | Gold         | Halbfinale |      |
| CHN     | Weltmeisterschaft       | 1993 | Göteborg  | SWE  | letzte 16 | keine Teiln. | Qual       |      |